# Sueras Alta
Sueras Alta es un pueblo abandonado ubicado al término municipal de Sueras, en la comarca de la Plana Baja. Se encuentra dentro del parque natural de la Sierra de Espadán. 

## Historia
Junto con Sueras Baja, que se corresponde con el actual Sueras, y el también despoblado de Asentamiento de Castro, fue uno de las aldeas musulmanas que se formaron durante la época sarracena al valle de Sueras bajo el amparo del Castillo de Mauz. En aquella época, como apunta Óscar Pérez, su nombre era Suleima, a pesar de que otras fuentes, como por ejemplo Escolano, lo denominan Benisuleima, en referencia al hecho que sus pobladores descendían de un caudillo islámico denominado Suleiman (Salomón).
Expulsados los moriscos el 1609 del Reino de Valencia, el lugar fue repoblado con cristianos. Hacia el 1850, Madoz describió la población y contó 45 habitantes, repartidos entre 14 jefas de familia.

## Equipamientos y comunicaciones
Sueras Alta tuvo su propia iglesia, bajo la advocación de san Bartolomé, de la cual hoy en día no queda absolutamente nada. También, tal como recogen Grado y Romero en su edición de la visita señorial al Estado de Segorbe de 1765, contó con un molino harinero, que por aquellas fechas estaba subarrendado a Teresa Aguilar. A mediados de siglo XIX todavía estaba en funcionamiento, según Madoz.
La principal vía de comunicación del pueblo fue el camino de Castro, que la unía con el cabo municipal y con la fuente de Castro. También desde Sueras Alta salía una senda en dirección al castillo de Mauz.